# Semiothisa elvirata
Semiothisa elvirata är en fjärilsart som beskrevs av Achille Guenée 1858. Semiothisa elvirata ingår i släktet Semiothisa och familjen mätare. Inga underarter finns listade i Catalogue of Life.